# سيدريك رايت
سيدريك رايت (بالإنجليزية: Cedric Wright) هو مصور أمريكي، ولد في 13 أبريل 1889، وتوفي في 1959.